# I Fought the Law
«I Fought the Law» es una canción originalmente grabada por el grupo americano de rock The Crickets, en 1960. pero ha habido versiones más popularizadas que la original. Es considerada y está en la lista de las 500 mejores canciones de rock del Salón de la Fama del Rock.

## Otras versiones
- Una de las versiones de covers más conocidas de la canción, es la versión del grupo americano The Bobby Fuller Four, publicada en 1966.
- La banda británica de rock The Clash, hizo una versión de esta canción publicada en 1979, únicamente en Estados Unidos.
- La banda americana de rock Dead Kennedys, realizó una versión en uno de sus álbumes, en 1987.
- La banda americana de rock Green Day hizo una versión en el 2004.
- La artista mexicana Natalia Lafourcade hizo una versión en náhuatl para la película Chicuarotes de 2019.
- La banda argentina Attaque 77 realizó una versión en castellano bajo el nombre Yo combatí la ley, para su disco Todo está al revés, editado en 1994.

Otras versiones sean incluidas en vivo o covers, son de: Stray Cats, Roy Orbison, The Pogues, Bruce Springsteen, Status Quo, Mano Negra, Loquillo y Trogloditas, y del colectivo La Furia, entre otros.
- Datos: Q692708